# Talita
Talita es una localidad ubicada en el Departamento Junín, en la provincia de San Luis, Argentina.

## Población
Contó con 50 habitantes (Indec, 2010), lo que representó un descenso del 44% frente a los 90 habitantes (Indec, 2001) del censo anterior.
Según el censo 2022 la población total de la Comisión municipal fue de 149 personas. En tanto, el número de viviendas registradas fue de 48.
| Gráfica de evolución demográfica de Talita entre 1980 y 2022 |
|                                                              |
| Fuente: Censos nacionales del INDEC                          |

## Vecinos destacados
Ángel Leyes (1930-1996), nacido en Talita, fue un boxeador en la categoría peso pluma, representante argentino en los Juegos Olímpicos de Helsinki 1952.